# لي بلوند
لي بلوند (بالهولندية: Leigh Blond) هو ملحن وعازف بيانو وكاتب أغاني هولندي، ولد في 1952.

## وصلات خارجية
- الموقع الرسمي
- لي بلوند على موقع ميوزك برينز (الإنجليزية)
- لي بلوند على موقع ديسكوغز (الإنجليزية)